# Акт про престолонаслідування (1797)
Акт про престолонаслідування від 5 квітня 1797 — акт про престолонаслідування, оприлюднений Павлом I в день його коронації 5 (16) квітня 1797 (імператор особисто зачитав акт), що встановлював новий порядок престолонаслідування в Російській імперії. Офіційно опубліковано Сенатом 14 (25) квытня 1797 року. Павловський акт про престолонаслідування скасовував дію указу про престолонаслідування, виданий Петром I 5 (16) лютого 1722 року.

## Характеристика

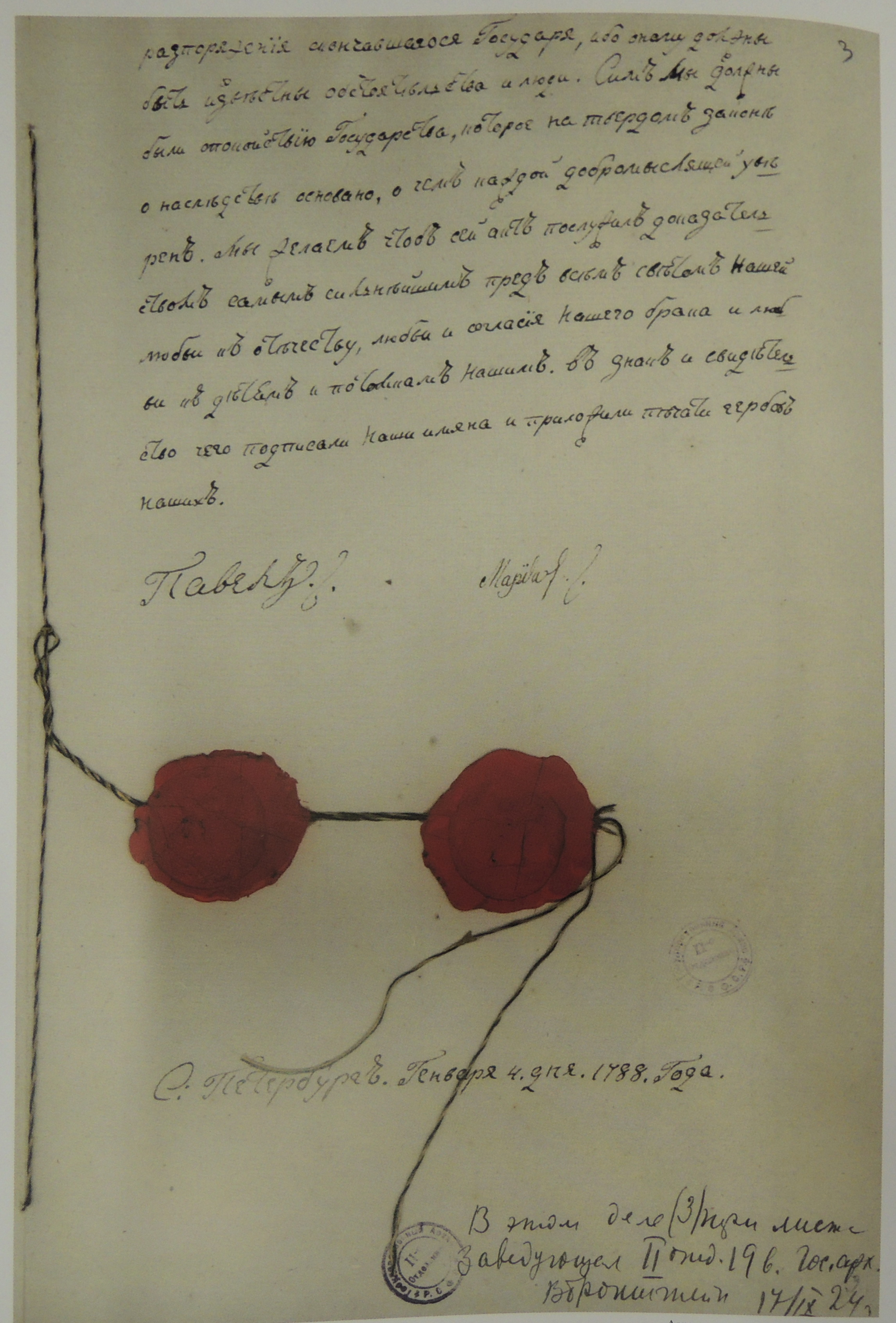
Автографи великого князя Павла Петровича та його дружини Марії, 1788 рік

Текст акта був розроблений Павлом l ще під час перебування його цесаревичем в 1788 перед від'їздом на війну зі Швецією і підписаний ним спільно з дружиною, великою княгинею Марією Федорівною. Цим актом Павло прагнув виключити у майбутньому можливість усунення престолу своїх законних спадкоємців.
Павловський акт включав кілька принципових відмінностей від указу про престолонаслідування Петра I:
- На відміну від Петровського указу, який передбачав для государя право призначити собі спадкоємця самому (і тим самим відкрив шлях до епохи палацових переворотів), акт вводив успадкування за законом, «щоб держава не була без спадкоємців, щоб спадкоємець був призначений завжди законом самим, щоб не було ні найменшого сумніву, кому успадкувати, щоб зберегти право родыв у спадщині, не порушуючи права природного, і уникнути труднощів при переході з роду в рід».
- На відміну від петровського указу, який не передбачав відмінностей у правах для спадкоємців чоловічої та жіночої статі, акт вводив так звану «австрійську», «напівсалічну» примогенітуру, при якій перевагу в наслідуванні мали нащадки чоловічої статі; як наслідок, після ухвалення акта на російському престолі не було більше жодної жінки.
- Акт вперше у Російській імперії вводив поняття регентства. Для монархів та його спадкоємців терміном повноліття визначалися 16, а інших членів імператорського роду — 20 років. Петровський указ не передбачав можливості опікунства над государем.

Павловський акт забороняв опанування російського престолу особою, яка не належить до Православної Церкви:
…Коли спадщина дійде до такого покоління жіночого, яке царює вже на іншому якому престолі, тоді надано спадковій особі обрати віру і престол, і зречися разом із спадкоємцем від іншої віри і престолу, якщо такий престол пов'язаний із законом, для того, що государі російські суть главою церкви; а якщо заперечення від віри не буде, то успадковувати тій особі, яка ближча по порядку.

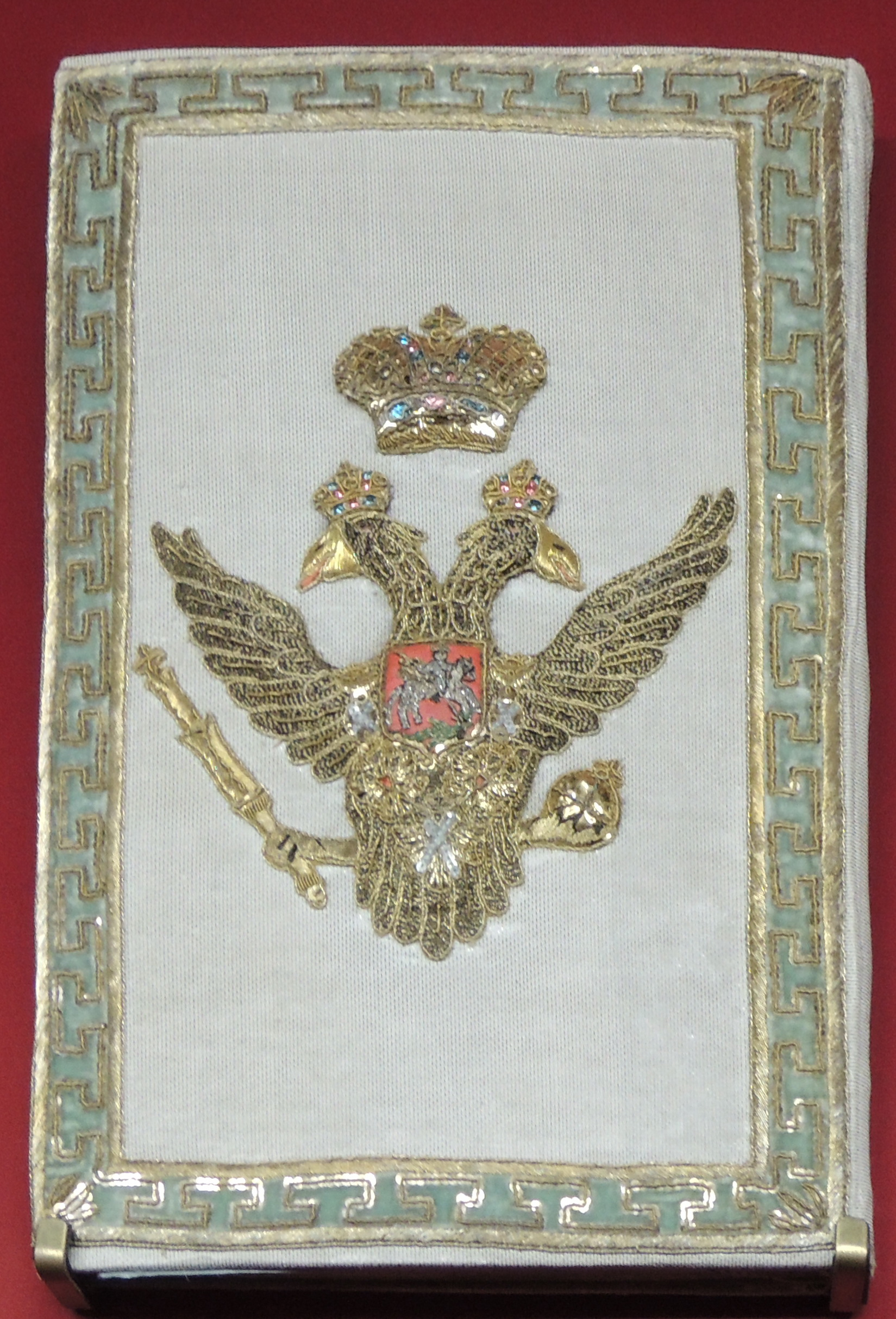
Установа про Імператорський рід

Акт доповнювався і уточнювався положеннями ухваленого того ж дня «Установи про Імператорський рід». «Установа…» визначала склад імператорського роду, ієрархічне старшинство її членів, їхні права та обов'язки, встановлювало герби, титули, джерела та розміри утримання членів імператорського роду. У той же день було прийнято і «Встановлення для орденів кавалерських російських».
У 1820 році імператор Олександр I доповнив правила престолонаслідування вимогою про рівнорідність шлюбу як необхідну умову для наслідування престолу. Діти, які народилися в нерівнорідному шлюбі, втрачали право на престол.
Акт про престолонаслідування разом із пізнішими змінами та доповненнями був включений до Зводу законів Російської імперії і діяв аж до падіння династії Романових у 1917 році.

## Скринька

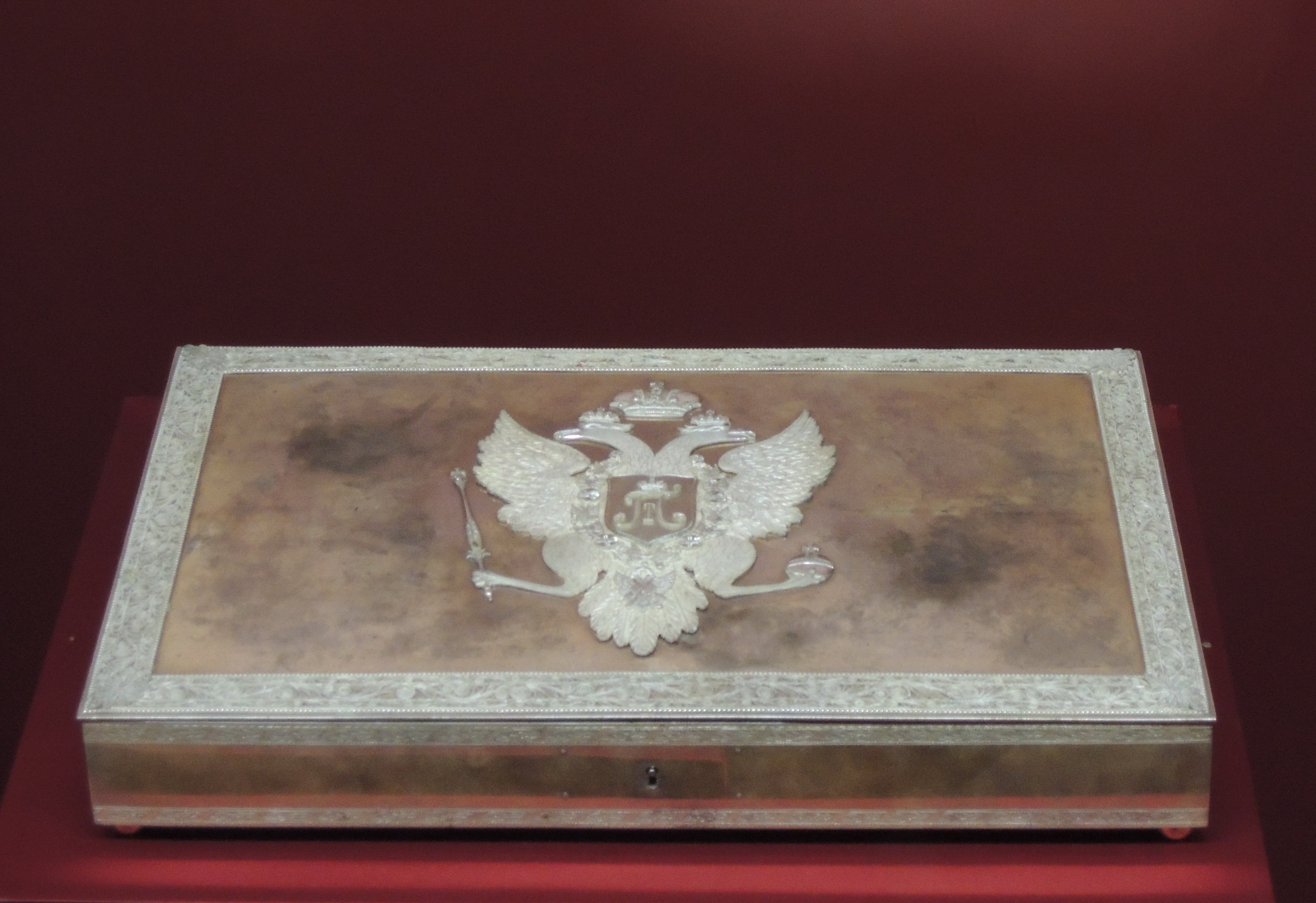
Скринька

Срібна скринька для зберігання акту була зроблена данським майстром Іваром Венфельдом Бухом (1749—1811) спеціально на замовлення Павла I. У ході церемонії коронації, відхилившись від її заздалегідь встановленої процедури, імператор власноруч помістив акт у скриньку, а скриньку — на прес Московському Кремлі.
Верхню кришку прикрашає накладний герб Російської імперії з монограмою Павла І на щитку. Скринька закривається на ключ і зберігається в оббитому блакитним оксамитом дерев'яному футлярі на атласній підкладці. Протягом XIX століття скринька поповнила інші важливі документи державного значення:
1. Маніфест імператора Олександра I від 20 березня 1820 про заборону нерівнорідних шлюбів;
2. Лист великого князя Костянтина Павловича імператору Олександру I про відмову від прав на престол;
3. Маніфест Олександра I про передачу прав на спадкування престолу великому князю Миколі Павловичу;
4. Форма присяги для спадкоємця престолу від 22 квітня 1834;
5. Форма присяги для членів імператорської родини від 1 грудня 1851;
6. Маніфест імператора Олександра II про регентство та опіку від 21 травня 1855 року.

Всього до кінця XIX століття в скриньці зберігалося 7 документів, які в 1880 році за розпорядженням Олександра II були передані разом з скринькою до Державного архіву Міністерства закордонних справ і Санкт-Петербурзький головний архів.

## Автограф
Текст акту було надруковано в друкарнях і поширений по імперії. Також він був відомий за одиничними рукописними копіями, проте місцезнаходження оригіналу (1788) довгий час було невідоме. На виставці 2013 був представлений виявлений автограф, що зберігається в Державному архіві Російської Федерації (Ф. 1463. Оп. 2., Д. 50. Л. 1-4).